# Telururo de zinc
El telururo de zinc es un compuesto químico binario de fórmula ZnTe. Este sólido es un material semiconductor con una brecha de banda directa de 2,26 eV. Suele ser un semiconductor de tipo p. Su estructura cristalina es cúbica, como la de la esfalerita y el diamante.

## Propiedades

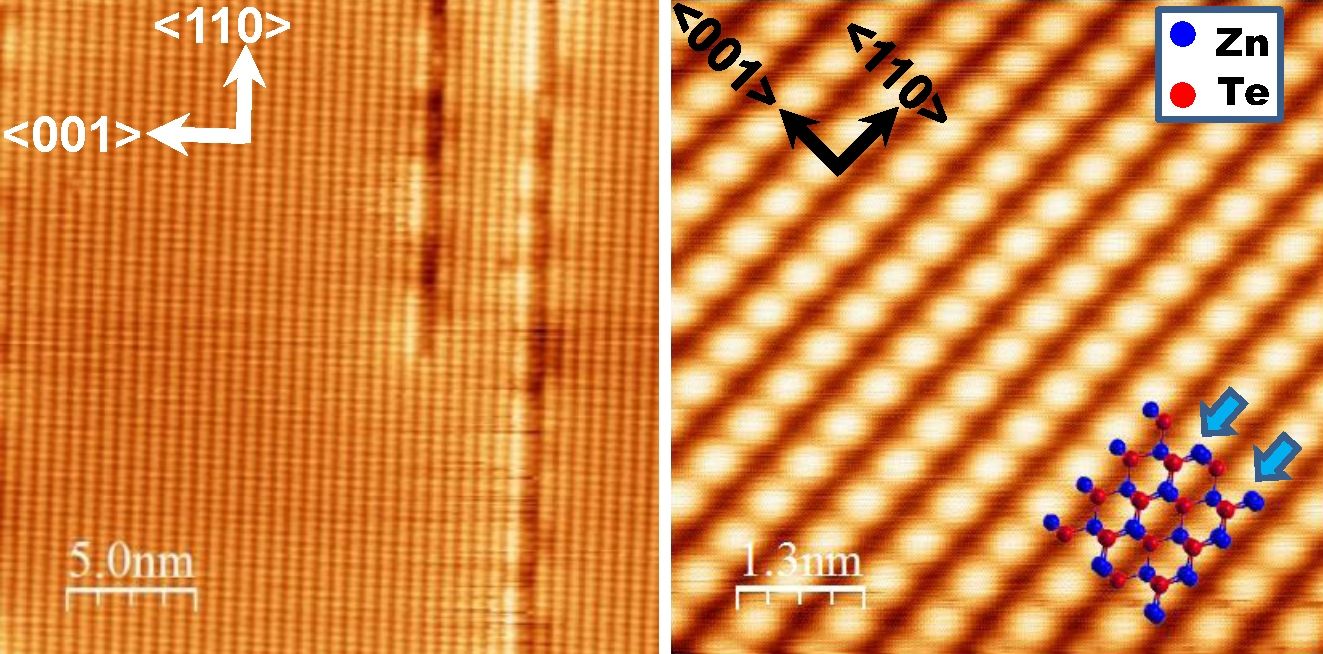
Imágenes STM de la superficie de ZnTe(110), tomadas a diferentes resoluciones y rotación de la muestra, junto con su modelo atómico.

El ZnTe tiene el aspecto de polvo gris o rojo parduzco, o de cristales rojo rubí cuando se refina por sublimación. El telururo de zinc suele tener una estructura cristalina cúbica (esfalerita, o "zincblenda"), pero también puede prepararse como cristales de sal gema o en cristales hexagonales (estructura wurtzita). Irradiada por un haz óptico potente, se quema en presencia de oxígeno. Su constante de red es de 0,6101 nm, lo que permite su cultivo con o sobre antimoniuro de aluminio, antimoniuro de galio, arseniuro de indio y seleniuro de plomo. Con un cierto desajuste de red, también puede crecer sobre otros sustratos como el GaAs, y puede crecer en forma policristalina (o nanocristalina) de capa fina sobre sustratos como el vidrio, por ejemplo, en la fabricación de células solares de capa fina. En la estructura cristalina wurtzita (hexagonal), tiene parámetros de red a = 0,427 y c = 0,699 nm.

## Aplicaciones

### Optoelectrónica
El telururo de zinc se puede dopar fácilmente, por lo que es uno de los materiales semiconductores más utilizados en optoelectrónica. El ZnTe es importante para el desarrollo de diversos dispositivos semiconductores, como LED azules, diodos láser, células solares y componentes de generadores de microondas. Puede utilizarse en células solares, por ejemplo, como capa de campo de la superficie posterior y material semiconductor de tipo p para una estructura CdTe/ZnTe o en estructuras de diodos PIN.
El material también puede utilizarse como componente de compuestos semiconductores ternarios, como CdxZn(1-x)Te (conceptualmente una mezcla compuesta de los miembros finales ZnTe y CdTe), que pueden fabricarse con una composición x variable para permitir ajustar el bandgap óptico según se desee.

### Óptica no lineal
El telururo de zinc, junto con el niobato de litio, se utiliza a menudo para generar pulsos de radiación de terahercios en la espectroscopia de terahercios en el dominio del tiempo y la obtención de imágenes de terahercios. Cuando un cristal de este material se somete a un pulso de luz de alta intensidad de duración inferior a un picosegundo, emite un pulso de frecuencia de terahercio mediante un proceso óptico no lineal denominado rectificación óptica.A la inversa, someter un cristal de telururo de zinc a radiación terahercio hace que muestre birrefringencia óptica y cambie la polarización de una luz transmisora, lo que lo convierte en un detector electroóptico.
El telururo de zinc dopado con vanadio, "ZnTe:V", es un material óptico fotorrefractivo no lineal de posible uso en la protección de sensores en longitudes de onda visibles. Los limitadores ópticos de ZnTe:V son ligeros y compactos, sin la óptica complicada de los limitadores convencionales. El ZnTe:V puede bloquear un haz perturbador de alta intensidad procedente de un deslumbrador láser, sin dejar de pasar la imagen de menor intensidad de la escena observada. También puede utilizarse en interferometría holográfica, en interconexiones ópticas reconfigurables y en dispositivos de conjugación de fase óptica láser. Ofrece un rendimiento fotorrefractivo superior en longitudes de onda entre 600 y 1300 nm, en comparación con otros semiconductores compuestos III-V y II-VI. Añadiendo manganeso como dopante adicional (ZnTe:V:Mn), su rendimiento fotorrefractivo puede aumentar considerablemente.